# Hypericum lanceolatum
Hypericum lanceolatum är en johannesörtsväxtart. Hypericum lanceolatum ingår i släktet johannesörter, och familjen johannesörtsväxter.

## Underarter
Arten delas in i följande underarter:
- H. l. angustifolium
- H. l. lanceolatum

## Bildgalleri

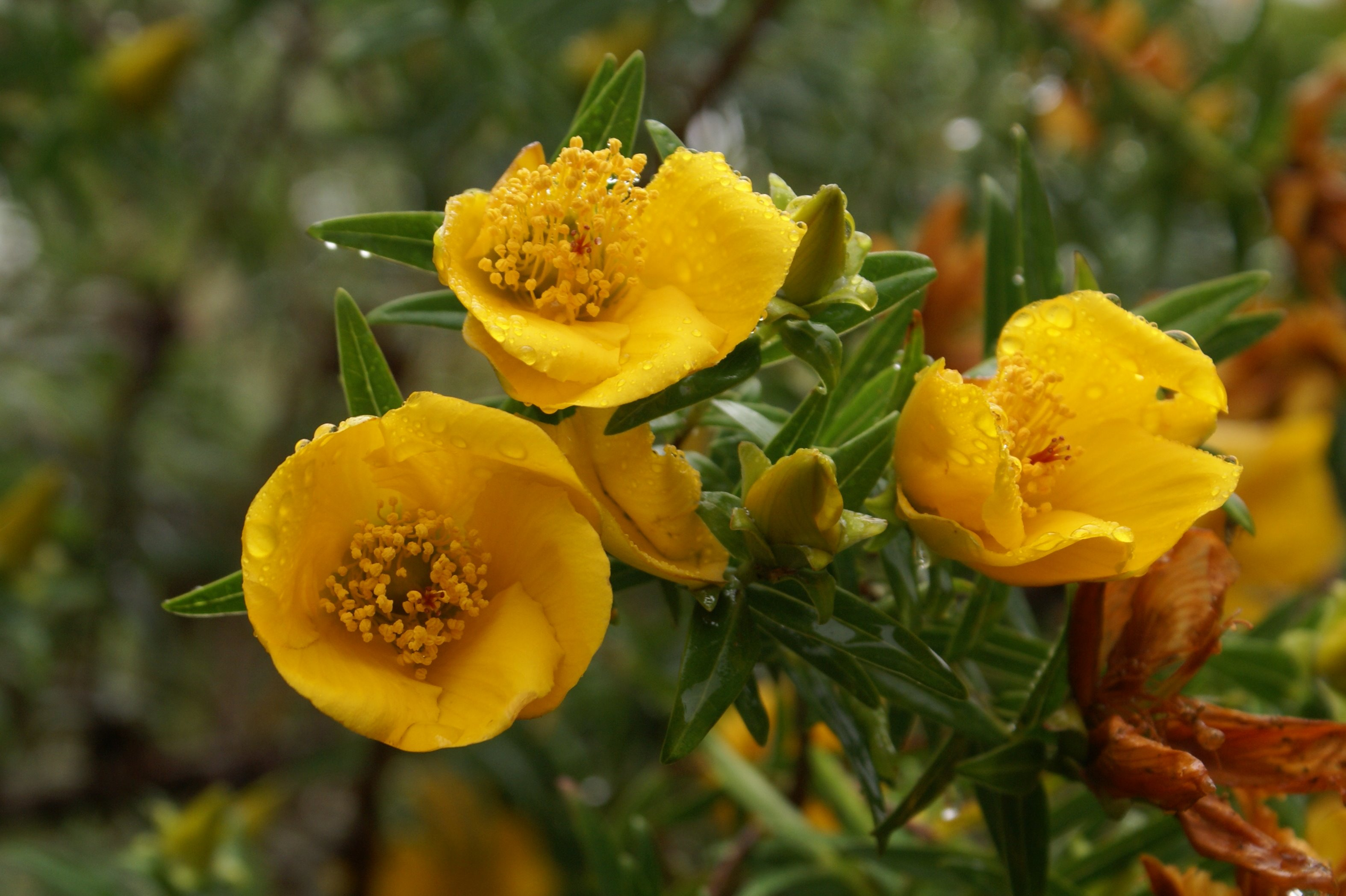
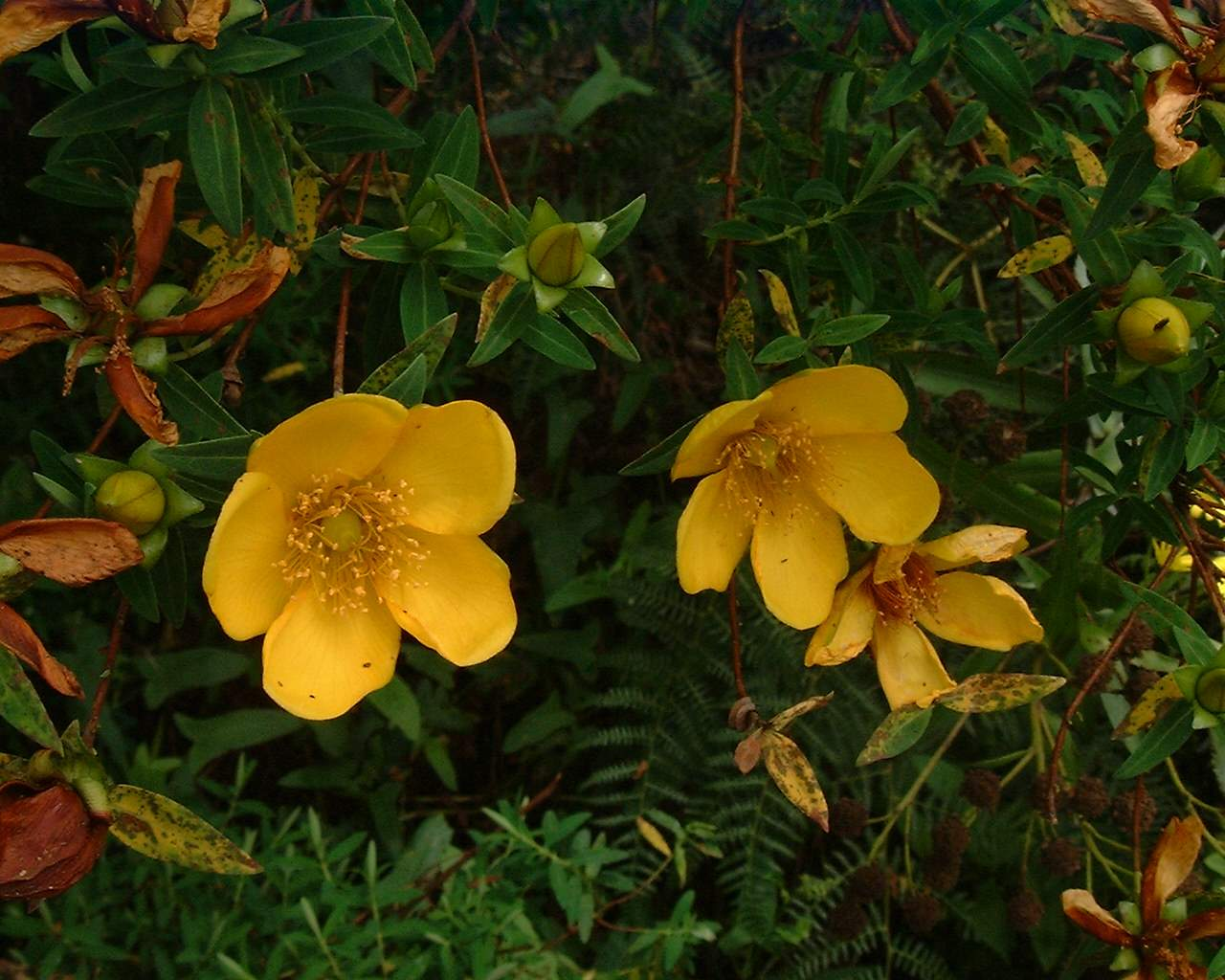